# أوكيجي
كوزان أو كما يعرف سابقا ب(أوكيجي)، أحد شخصيات أنمي ون بيس، و هو الأدميرال السابق للبحرية و أول الادمرالات ظهوراً، و لكن بعد هزيمته من ساكازوكي (أكاينو) استقال من منصبه كجنرال و تحالف مع قراصنة اللحية السوداء.

## صفاته
كوزان هو رجل طويل و صاحب عضلات و نحيف، و هو بنفس حجم الأدمرالين الآخرين ساكازوكي و بورسالينو، و هو أطول من بروك (عضو طاقم قبعة القش)، و تقريبا بطول دوفلامنجو البالغ من الطول 305 سم و لديه شعر أسود، و قد يرتدي ملابس بيضاء مثل بقية الأدميرالات تدل على أنه من قوات البحرية، و هو رجل كسول دائمًا كثير النسيان.

## فاكهة الشيطان
لقد تناول كوزان من فاكهة الشيطان من نوع الجليد و هي واحدة من أقوى أنواع الفواكه حيث يمكنه التحول إلى جليد و تجميد الآخرين بسهولة، كما فعل عندما قام بتجميد لوفي و نيكو روبين و زورو لكنه لم يقتلهم جمدهم فقط، و قد شارك في حرب الحكومة ضد قراصنة اللحية البيضاء، حيث أن قواة الجليدية الخاصة به لايمكن لأن تذوب من قبل نار إيس، و لكن يمكن لفاكهة البركان الخاصة بأكاينو بأن تذيب جليده، و قد تواجه كل من أكاينو و أوكيجي و أستمر القتال عشرة أيام و تغلب أكاينو عليه و استقال من منصبه كأدميرال بعدها و انضم إلى قراصنة اللحية السوداء، و قد تدخل أوكيجي في قتال دوفلامنجو و سموكر بعد أن أوشك دوفلامنجو على قتل سموكر تدخل أوكيجي لمساعدة سموكر لأنه صديقه، و قام بتجميد دوفلامنجو لكنه تمكن من كسر الثلج لينتهي القتال بدون نتيجة و كانت في الحلقة 625 من المانغا.